# 1680
1680 (MDCLXXX) byl rok, který dle gregoriánského kalendáře započal pondělím.

## Události
- morová epidemie v Čechách
- 21. října založena Comédie-Française
- zbudován nový pražský židovský hřbitov, dnes jeho zbytek leží pod žižkovskou televizní věží
- Tuaregové dobyli hlavní město říše Songhaj, město Gao.
- Nevolnické povstání v sev. Čechách.

### Probíhající události
- 1652–1689 – Rusko-čchingská válka

## Narození
Česko
- 28. dubna – pokřtěn František Santini-Aichel, český kameník italského původu († 1709)
- 9. června – Jan Varinus, františkánský kazatel (* ?)
- 13. listopadu – Ondráš, slezský zbojník († 1. dubna 1715)
- ? – Leopold Spiegel, pražský varhanář německého původu († 25. dubna 1730)

Svět
- 3. ledna – Johann Baptist Zimmermann, německý malíř a štukatér († 2. března 1758)
- 23. února – Jean-Baptiste Le Moyne, Sieur de Bienville, francouzský guvernér Louisiany († 7. března 1767)
- 20. března – Emanuele d'Astorga, italský barokní skladatel († 1757)
- 5. května – Giuseppe Porsile, italský hudební skladatel († 29. května 1750)
- 22. srpna – Jan Jiří III. Saský, Saský kurfiřt († 12. září 1691)
- 29. září – Luisa Dorotea Pruská, princezna pruská a hesensko-kasselská († 23. prosince 1705)
- 10. října – John Campbell, 2. vévoda z Argyllu, britský státník a skotský šlechtic († 4. října 1743)
- 13. října – Kateřina Opalinská, manželka polského krále Stanislava I. Leszczyńského († 19. března 1747)
- 17. října – Gasparo Sartorio, italský barokní hudební skladatel (* 18. října 1625)
- 24. listopadu – Karel Josef Lotrinský, biskup olomoucký, arcibiskup trevírský († 4. prosince 1715)
- 13. prosince – Marie Alžběta Habsburská, místodržící Nizozemí,dcera Leopolda I. († 26. srpna 1741)
- ? – Francesco della Penna, italský misionář v Tibetu († 20. července 1745)
- ? – Černovous, anglický pirát († 22. listopadu 1718)
- ? – Charles Vane, anglický privatýr († 29. března 1721)
- ? – Benjamin Hornigold, anglický pirát († 1719)
- ? – Saliha Sebkati Sultan, manželka osmanského sultána Mustafy II. a matka sultána Mahmuda I. († 21. září 1739)

## Úmrtí
Česko
- 27. května – Jan Jiří Bendl, český barokní sochař (* před 1620)
- 3. srpna – Tomáš Pešina z Čechorodu, český dějepisec a spisovatel (* 19. prosince 1629)
- 12. srpna – Jan Kořínek, jezuitský kněz, filozof a spisovatel (* 12. února 1626)
- 15. října – Bedřich Bridel, český misionář, spisovatel a básník (* 1. dubna 1619)
- ? – Abraham Stolz, pražský dvorní truhlář (* 1614)

Svět
- 8. února – Alžběta Falcká, dcera českého krále Fridricha Falckého (* 26. prosince 1618)
- 17. února – Jan Swammerdam, nizozemský biolog, objevitel červených krvinek (* 12. února 1637)
- 17. března – François de La Rochefoucauld, francouzský spisovatel (* 15. září 1613)
- 23. března – Nicolas Fouquet, ministr financí za vlády Ludvíka XIV. (* 27. ledna 1615)
- 3. dubna – Šivádží, zakladatel maráthského státu (* 19. února 1630)
- 17. dubna – Kateri Tekakwitha, americká světice (* 1656)
- 26. července – John Wilmot, anglický básník (* 1. dubna 1647)
- 27. srpna – Joan Cererols, benediktinský mnich a hudebník (* 9. září 1618)
- 28. srpna – Karel I. Ludvík Falcký, falcký kurfiřt (* 22. prosince 1617)
- 30. září – Johann Grueber, rakouský jezuitský misionář a astronom (* 28. října 1623)
- 1. října – Pietro Simone Agostini, italský skladatel (* 1635)
- 16. října – Raimund hrabě Montecuccoli, vojevůdce a vojenský teoretik (* 21. února 1609)
- 28. listopadu – Gian Lorenzo Bernini, italský architekt a sochař (* 7. prosince 1598)
- 30. listopadu – Peter Lely, nizozemský malíř (* 14. září 1618)
- ? – Johann Heinrich Schmelzer, rakouský barokní hudební skladatel a houslista (* patrně 1620)
- ? – Wang Š’-min, čínský malíř a kaligraf (* 1592)
- ? – Ayşe Hatun, manželka osmanského sultána Murada IV. (* 1614)

## Hlavy států
- Anglie – Karel II. (1660–1685)
- Francie – Ludvík XIV. (1643–1715)
- Habsburská monarchie – Leopold I. (1657–1705)
- Osmanská říše – Mehmed IV. (1648–1687)
- Polsko-litevská unie – Jan III. Sobieski (1674–1696)
- Rusko – Fjodor III. (1676–1682)
- Španělsko – Karel II. (1665–1700)
- Švédsko – Karel XI. (1660–1697)
- Papež – Inocenc XI. (1676–1689)
- Perská říše – Safí II.